# Kultivar

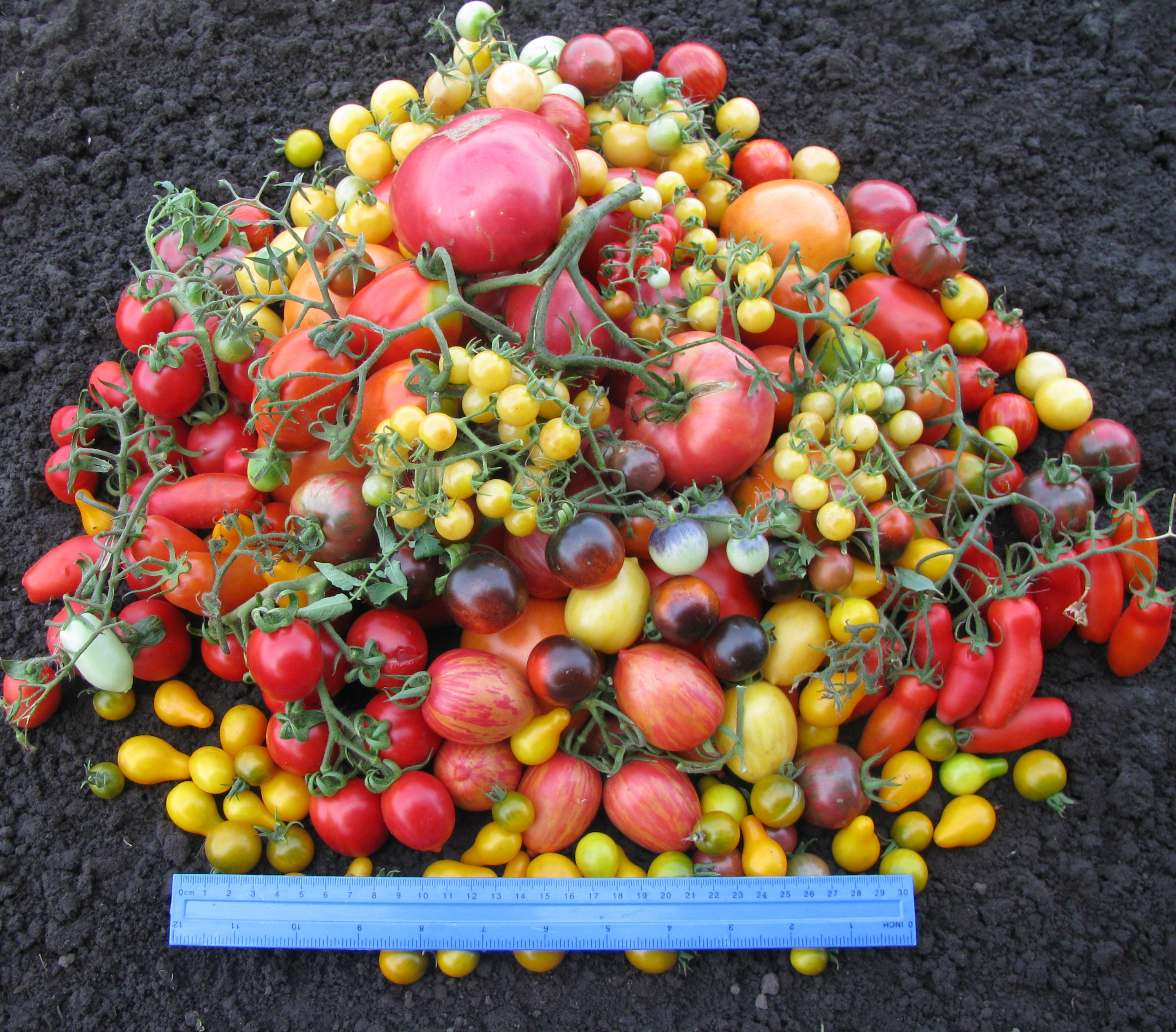
různé odrůdy lilku rajčete

Kultivar [kultyvar] čili odrůda neboli sorta (angl. cultivated variety, něm. die Sorte) je uměle vypěstovaný nebo nalezený užitný organismus, který má vlastnosti, které jej odlišují od ostatních podobných organismů, a tyto vlastnosti si podržuje i po rozmnožení. Jednotka taxonomie kulturních rostlin nižší než druh. Termín „kultivar“ se používá zejména v odborné a vědecké literatuře, zatímco v české pěstitelské praxi se užívá tradiční termín „odrůda“. Jako odrůda se však označuje také varieta, což není totéž. Varieta (lat. varietas, angl. variety, něm. die Varietät) je botanickou taxonomickou kategorií planě rostoucích rostlin a vždy představuje kategorii mnohem širší.

## Právní předpisy ČR
- Pojem „odrůda“ vymezuje zákon č. 219/2003 Sb., o uvádění do oběhu osiva a sadby pěstovaných rostlin a o změně některých zákonů (zákon o oběhu osiva a sadby) § 2: Odrůdou [se rozumí] soubor rostlin náležející k nejnižšímu stupni botanického třídění, vymezitelný projevem znaků vyplývajících z určitého genotypu nebo kombinace genotypů, odlišitelný od každého jiného souboru rostlin projevem nejméně jednoho z těchto znaků, a považovaný za jednotku rozmnožovatelnou beze změny.
- Pojem „planě rostoucí rostlina“ vymezuje zákon č. 114/1992 Sb., o ochraně přírody a krajiny, v § 3 odst. 1c: planě rostoucí rostlina ... je jedinec nebo kolonie rostlinných druhů včetně hub, jejichž populace se udržují v přírodě samovolně. Rostlinou jsou všechny její podzemní i nadzemní části.

## Mezinárodní předpisy
Pravidla používání názvů kultivarů definuje kodex (soubor předpisů) International Code of Nomenclature for Cultivated Plants vydávaný Mezinárodní komisí pro nomenklaturu kulturních rostlin (International Commission for the Nomenclature of Cultivated Plants, ICNCP). Kód spravuje International Society for Horticultural Science (ISHS).

## Zápis názvu kultivaru
Název kultivaru se píše standardním řezem písma (nikoli kurzívou) za jménem taxonu a autora popisu. Vkládá se mezi dva znaky jednoduché primy (např. růže 'Dorothy Perkins', zelí hlávkové bílé 'Pourovo polopozdní'), nikoli mezi apostrofy či uzavírací jednoduché uvozovky (zápis primy v HTML textu klávesovou zkratkou Alt 039). Názvy kultivarů se od 50. let 20. století píší v živých národních jazycích; latinská forma je povolena pouze pro staré, původní popisy. Názvy kultivarů se neskloňují a vyslovují se v jazyku šlechtitele; nepřekládají se; počáteční písmeno prvního výrazu je vždy velké; počáteční písmeno případného dalšího výrazu se píše dle národního pravopisu šlechtitele.